# Loredana Cannata
Loredana Cannata, née le 14 juillet 1975 à Raguse (Italie), est une actrice, scénariste et militante politique italienne.

## Biographie
Loredana Cannata étudie l'art dramatique et obtient un rôle dans Liola de Luigi Pirandello, dans Les Troyennes d'Euripide et dans La Ronde d'Arthur Schnitzler. 
En 1999, elle fait ses débuts au cinéma dans le film La donna lupo (it), réalisé par Aurelio Grimaldi, où elle joue le rôle principal. 
Depuis 2001, elle partage la vedette avec Sebastiano Somma (it) dans la série télévisée produite par la chaîne Rai 1, Un caso di coscienza, qui en est à sa cinquième saison. Entre 2005 et 2006, elle participe à l'édition italienne de Strictly Come Dancing, Ballando con le stelle. 
En 2012, elle retourne au cinéma avec Magnifica presenza de Ferzan Ozpetek.
Elle est depuis plusieurs années, militant politique et écologiste ; elle préside l'association Sesto Sole (Sixième Soleil), qui réalise des projets dans le domaine de la santé au profit des communautés indigènes zapatistes du Chiapas, dans le sud du Mexique. En 2003, elle réalise le documentaire-reportage Insurgentes, dédié à la résistance zapatiste et, en 2006, elle produit et interprète un autre documentaire sur la lutte zapatiste, Dal basso e per il basso. 
Elle est véganiste et défend les droits des animaux,,,,,.

## Carrière

### Théâtre
- 1993-1994 : Liola de Luigi Pirandello
- 1993 : Les Troyennes d'Euripide
- 1996 : All' uscita de Luigi Pirandello
- 1997 : La Ronde d'Arthur Schnitzler, mise en scène de A. Marziantonio
- 1999 : Orgasmica Soirée, mise en scène de F. Soldi
- 2001 : Benzina, mise en scène de Daniele Falleri
- 2010-2011 : Per il resto tutto bene, mise en scène de Claudio Boccaccini
- 2011-2012 : Una donna di Ragusa - Maria Occhipinti, mise en scène de Loredana Cannata
- 2012 : (Odio) gli indifferenti 02/06/05, écrit et mis en scène par elle-même

### Filmographie
- 1999 : La donna lupo d'Aurelio Grimaldi
- 1999 : Sotto gli occhi di tutti de Nello Correale
- 2000 : Maestrale de Sandro Cecca
- 2001 : Ustica. Una spina nel cuore de Romano Scavolini
- 2001 : Gabriel de Maurizio Angeloni
- 2002 : Sotto gli occhi di tutti de Nello Correale
- 2002 : Senso '45 de Tinto Brass
- 2002 : Un mondo d'amore d'Aurelio Grimaldi
- 2008 : Albakiara de Stefano Salvati
- 2012 : Magnifica presenza de Ferzan Özpetek
- 2015 : La giovinezza de Paolo Sorrentino
- 2019 : Pour toujours (La dea fortuna) de Ferzan Özpetek

### Documentaires
- 2003 : Insurgentes, réalisé par elle-même
- 2004 : Monógamo sucesivo de Pablo Basulto
- 2008 : L'alba del Sesto Sole de Roberto Salinas
- 2010 : Calvino Cosmorama de Damian Pettigrew, une coproduction Italie-France-Canada

### Télévision
- 1999 : La voce del sangue de Alessandro Di Robiland - Film TV
- 2000 : Giochi pericolosi de Alfredo Angeli - Film TV
- 2000 : La casa delle beffe de Pier Francesco Pingitore - Minisérie TV
- 2000 : Villa Ada de Pier Francesco Pingitore - Film TV
- 2002 : Il bello delle donne 2 de Gianni Dalla Porta, Luigi Parisi, Maurizio Ponzi et Giovanni Soldati - Série télévisée
- 2002 : La squadra 3, Série TV
- 2003 : Un caso di coscienza de Luigi Perelli - Minisérie TV
- 2003 : Il bello delle donne 3 de Maurizio Ponzi et Luigi Parisi - Série TV
- 2004 : Madame de Salvatore Samperi - Film TV
- 2005 : La caccia de Massimo Spano - Minisérie TV
- 2005 : Un caso di coscienza 2 de Luigi Perelli - Minisérie TV
- 2007 : Finalmente Natale de Rossella Izzo - Film TV
- 2007 : Exodus - Il sogno di Ada de Gianluigi Calderone - Minisérie TV
- 2008 : Finalmente a casa de Gianfranco Lazotti - Film TV
- 2008 : Provaci ancora prof de Rossella Izzo - Minisérie TV
- 2008 : Un caso di coscienza 3 de Luigi Perelli - Minisérie TV
- 2009 : Un caso di coscienza 4 de Luigi Perelli - Minisérie TV
- 2011 : Viso d'angelo de Eros Puglielli - Minisérie TV
- 2013 : Un caso di coscienza 5 de Luigi Perelli - Minisérie TV